# Gijs
Gijs is een Nederlandse jongensnaam afgeleid uit het Oergermaans of een andere Germaanse taal.
De naam Gijs is afgeleid van gisil, 'pijl'. Gerelateerde namen zijn:
- Gijsbertus
- Gijsbert
- Gisbert
- Gijsberta
- Gisberta
- Gijsbrecht

Gijsbrecht betekent 'stralende pijl' (brecht is 'schitterend/stralend').
De naam Gijs komt ook voor op het leesplankje van Cornelis Jetses, dat op Nederlandse scholen werd gebruikt (het aap-noot-mies).

## Bekende naamdragers
- Gijs Boer, predikant
- Gijs Damen, zwemmer
- Gijs Jolink, bassist
- Gijs Küller, luchtvaartpionier
- Gijs Luirink, voetballer
- Gijs Scholten van Aschat, acteur
- Gijs Staverman, dj en televisiepresentator
- Gijs de Vries, politicus
- Gijs Wanders, schrijver, journalist en nieuwslezer
- Gijs Weterings, hockeyer
- Gijs IJlander, schrijver

### Fictieve naamdragers
- Gijs Gans, figuur van Disney
- Hollebolle Gijs, figuur uit een oud kinderversje, uitgebeeld in de Efteling
- Bolle Gijs, figuur uit De Smurfen

- Gijs
- Gijs 2.0
- Gijs Andriessen
- Gijs Assman
- Gijs Assmann
- Gijs Bakker
- Gijs Batelaan
- Gijs Bentz van den Berg
- Gijs Besselink
- Gijs Beths
- Gijs Beths (1903-1998)
- Gijs Beths (1933-2019)
- Gijs Blom
- Gijs Boeijen
- Gijs Boer
- Gijs Boot
- Gijs Bosch Reitz
- Gijs Broeksma
- Gijs Brouwer
- Gijs Cales
- Gijs Damen
- Gijs Degrande
- Gijs Donker
- Gijs Esders
- Gijs Gans
- Gijs Grizzlies
- Gijs Groenteman
- Gijs Hakkert
- Gijs Hendriks
- Gijs IJlander
- Gijs J.L. Wuite
- Gijs Jacobs van den Hof
- Gijs Jolink
- Gijs Karten
- Gijs Kind
- Gijs Kuller
- Gijs Küller
- Gijs Leemreize
- Gijs Leenaars
- Gijs Luirink
- Gijs Naber
- Gijs Nass
- Gijs Nelemans
- Gijs Numan
- Gijs Polspoel
- Gijs Rademaker
- Gijs Scholten van Aschat
- Gijs Scholten van Asschat
- Gijs Schreuders
- Gijs Smal
- Gijs Stappershoef
- Gijs Staverman
- Gijs Steinmann
- Gijs Trepels
- Gijs Tuinman
- Gijs Van Hoecke
- Gijs Van Vaerenbergh
- Gijs Van der Linden
- Gijs Verdick
- Gijs Vermeulen
- Gijs Waardenburg
- Gijs Wanders
- Gijs Weterings
- Gijs Wilbrink
- Gijs Wuite
- Gijs Zwaan
- Gijs de Jong
- Gijs de Lange
- Gijs de Vries
- Gijs van Aardenne
- Gijs van Dijk
- Gijs van Haaften
- Gijs van Hall
- Gijs van Herwaarden
- Gijs van Heumen
- Gijs van Hoogevest
- Gijs van Lennep
- Gijs van Otterdijk
- Gijs van Tienhoven
- Gijs van der Leden
- Gijs van der Wiel
- Gijsbert Albert de Jong
- Gijsbert Blokhuis
- Gijsbert Boomkamp
- Gijsbert Buitendijk Kuyk
- Gijsbert Carel Duco d'Aumale van Hardenbroek van Hardenbroek
- Gijsbert Carel Ferdinand Gasinjet
- Gijsbert Carel Rutger Reinier van Brienen van Ramerus
- Gijsbert Carel Rutger Reinier van Brienen van Ramerus (1771-1821)
- Gijsbert Cuper
- Gijsbert Fontein Verschuir
- Gijsbert Franco van Derfelden
- Gijsbert Franco von Derfelden van Hinderstein
- Gijsbert Friedhoff
- Gijsbert Gerard Jacob Dommer
- Gijsbert Hanekroot
- Gijsbert Hendricksz. 't Hert
- Gijsbert Hendrik Thomassen a Thuessink van der Hoop
- Gijsbert Hendrik Thomassen a Thuessink van der Hoop van Slochteren
- Gijsbert Hendrik Thomassen à Thuessink van der Hoop
- Gijsbert Hendrik Thomassen à Thuessink van der Hoop van Slochteren
- Gijsbert III van Bronckhorst
- Gijsbert IV Bronckhorst
- Gijsbert IV van Bronckhorst
- Gijsbert I van Bronckhorst
- Gijsbert I van Rode
- Gijsbert Isaak de Vries
- Gijsbert Jan van Hardenbroek
- Gijsbert Johan ter Kuile
- Gijsbert Johannes Verspuy
- Gijsbert Kamer
- Gijsbert Karel graaf van Hogendorp
- Gijsbert Karel van Hogendorp
- Gijsbert Karel van Hogendorp (doorverwijspagina)
- Gijsbert Krook
- Gijsbert Lekkerkerker
- Gijsbert Lovendaal
- Gijsbert Michiel Vredenrijk van Aardenne
- Gijsbert Nieuwland
- Gijsbert Reinders
- Gijsbert Rudolphi van Nideck
- Gijsbert Schotte Gerhard van Fridagh
- Gijsbert Tersteeg
- Gijsbert Theunisz. van Vianen
- Gijsbert VII van Bronckhorst
- Gijsbert VII van Bronckhorst-Borculo
- Gijsbert VI van Bronckhorst
- Gijsbert VI van Bronckhorst-Borculo
- Gijsbert V van Bronckhorst
- Gijsbert Verheul
- Gijsbert Verhoek
- Gijsbert Voet
- Gijsbert Weijer Jan Bruins
- Gijsbert Willem van Dedem
- Gijsbert d'Aumale van Hardenbroek van Hardenbroek
- Gijsbert de Groot
- Gijsbert de Hondecoeter
- Gijsbert de Leve
- Gijsbert de Vries
- Gijsbert de Witt
- Gijsbert van Beusichem
- Gijsbert van Bronckhorst
- Gijsbert van Bronckhorst-Batenburg
- Gijsbert van Bronckhorst-Batenburg (1290-1356)
- Gijsbert van Bronckhorst-Batenburg (Anholt)
- Gijsbert van Bronckhorst-Batenburg (Anholt) (1370-1429)
- Gijsbert van Bronckhorst-Bleiswijk
- Gijsbert van Bronckhorst-Borculo
- Gijsbert van Bronckhorst-Borculo (-1402)
- Gijsbert van Bronckhorst-Borculo (1367-1409)
- Gijsbert van Bronckhorst-Borculo (1440-1489)
- Gijsbert van Bronckhorst-Redichem (1275-1317)
- Gijsbert van Bronckhorst (1140-1189)
- Gijsbert van Bronckhorst (1198-1241)
- Gijsbert van Bronckhorst (1240-1306)
- Gijsbert van Bronckhorst (aartsbisschop)
- Gijsbert van Bronckhorst Batenburg
- Gijsbert van Bronkhorst-Batenburg
- Gijsbert van Hall
- Gijsbert van Hogendorp
- Gijsbert van Hogendorp (1668-1750)
- Gijsbert van Hoogevest
- Gijsbert van Tienhoven
- Gijsbert van Veldhuizen
- Gijsbert van Vianen
- Gijsbert van den Boer
- Gijsbert van den Brink
- Gijsbert van der Gaet
- Gijsbert van der Houven
- Gijsbert van der Sande
- Gijsberta Verbeet
- Gijsberta van Garderen
- Gijsbertha Verbeet
- Gijsbertha van Bronckhorst
- Gijsbertus Blankesteijn
- Gijsbertus Craeyvanger
- Gijsbertus Cuperus
- Gijsbertus Derksen
- Gijsbertus Harry Schreuders
- Gijsbertus Hermanus Vijgeboom
- Gijsbertus Hokken
- Gijsbertus Jaspers
- Gijsbertus Johannes Verspuy
- Gijsbertus Johannes van Overbeek
- Gijsbertus Koolemans Beijnen
- Gijsbertus Maas
- Gijsbertus Martinus Cort Heijligers
- Gijsbertus Martinus Cort Heyligers
- Gijsbertus Martinus van der Linden
- Gijsbertus Schot
- Gijsbertus Voetius
- Gijsbertus Vonk
- Gijsbertus van Sandwijk
- Gijsbrecht Arnt Pieck
- Gijsbrecht Cleymans
- Gijsbrecht Dimmer
- Gijsbrecht Dimmers
- Gijsbrecht III van Amstel
- Gijsbrecht III van Nijenrode
- Gijsbrecht II van Amstel
- Gijsbrecht II van Nijenrode
- Gijsbrecht IV van Amstel
- Gijsbrecht I van Amstel
- Gijsbrecht I van Nijenrode
- Gijsbrecht Leytens
- Gijsbrecht Thijs (I)
- Gijsbrecht van Aemstel
- Gijsbrecht van Aemstelpark
- Gijsbrecht van Amstel
- Gijsbrecht van Amstel, heer van IJsselstein
- Gijsbrecht van Amstelpark
- Gijsbrecht van Brederode
- Gijsbrecht van IJsselstein
- Gijsbrecht van Nijenrode
- Gijsbrecht van Vianen
- Gijsbrecht van Walenborch
- Gijsbregt Brouwer
- Gijselaarsbank
- Gijsen
- Gijsselte